# Galgenberg (Zone I und II)
Koordinaten: 50° 50′ 36″ N, 7° 33′ 47″ O
Das Naturschutzgebiet Galgenberg (Zone I und II) liegt auf dem Gebiet der Stadt Waldbröl im Oberbergischen Kreis in Nordrhein-Westfalen.
Das aus fünf Teilflächen bestehende Gebiet erstreckt sich südwestlich der Kernstadt Waldbröl und östlich des Waldbröler Ortsteils Wippenkausen. Nördlich des Gebietes verläuft die B 478 und östlich die B 256. Im Gebiet erhebt sich der 356 Meter hohe Galgenberg, südwestlich des Gebietes erstreckt sich das etwa 9,7 ha große Naturschutzgebiet Kesselsiefen.

## Bedeutung
Das etwa 73,3 ha große Gebiet wurde im Jahr 1990 unter der Schlüsselnummer GM-027 unter Naturschutz gestellt. Schutzziele sind
- der Erhalt und die Entwicklung des Niederwaldes durch Fortsetzung der Nutzung und
- die Entwicklung der Buchenwälder u. a. durch Umwandlung der Fichtenbestände.[2]